# Zirconal

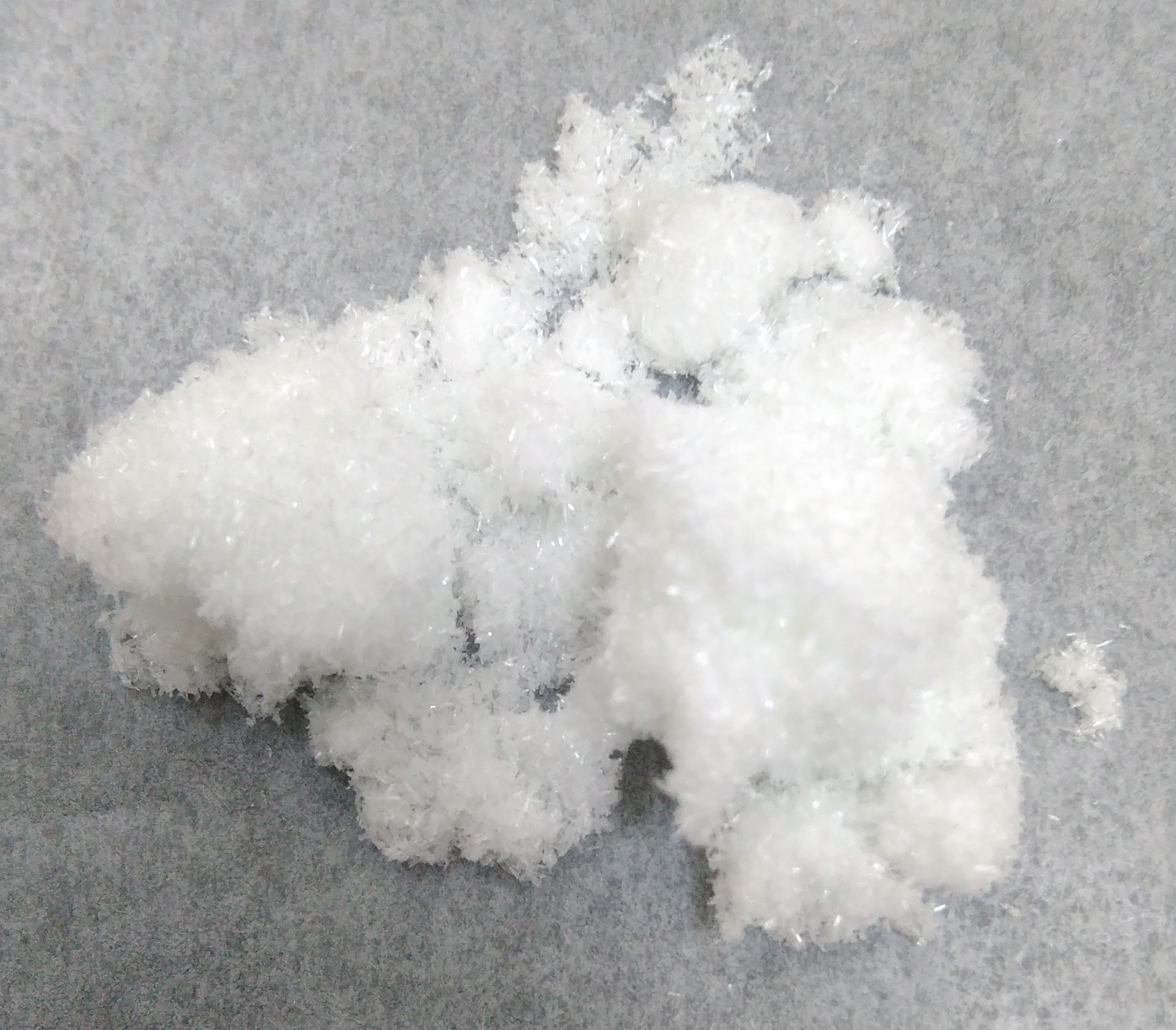
ZrOCl2

O zirconal é um sal de alumínio e zircónio (cloridróxido de alumínio e zircônio / cloridrato de alumínio e zircônio / tetra-cloridróxido de alumínio e zircônio / Glicil-cloridrato de alumínio e zirconio). 